# Pseudohalonectria halophila
Pseudohalonectria halophila är en svampart som beskrevs av Kohlm. & Volkm.-Kohlm. 2005. Pseudohalonectria halophila ingår i släktet Pseudohalonectria och familjen Magnaporthaceae.   Inga underarter finns listade i Catalogue of Life.